# Centre olympique de Tianjin
 (mars 2025).
Si vous disposez d'ouvrages ou d'articles de référence ou si vous connaissez des sites web de qualité traitant du thème abordé ici, merci de compléter l'article en donnant les références utiles à sa vérifiabilité et en les liant à la section « Notes et références ».
Pour un article plus général, voir Sites des Jeux olympiques 2008.
Le centre olympique de Tianjin (en chinois : 天津奧林匹克中心體育場) est un stade de football situé à Tianjin en Chine

## Histoire
D'une capacité de 60 000 places, sa construction a commencé en août 2003 pour se finir en mars 2007. Il fut retenu comme stade d'accueil à l'occasion de la Coupe du monde de football féminin 2007 où cinq matchs y furent disputés dont une demi-finale.
En août 2008, le stade accueillit certains matchs du tournoi olympique de football dans le cadre des Jeux olympiques d'été de 2008.

## Galerie

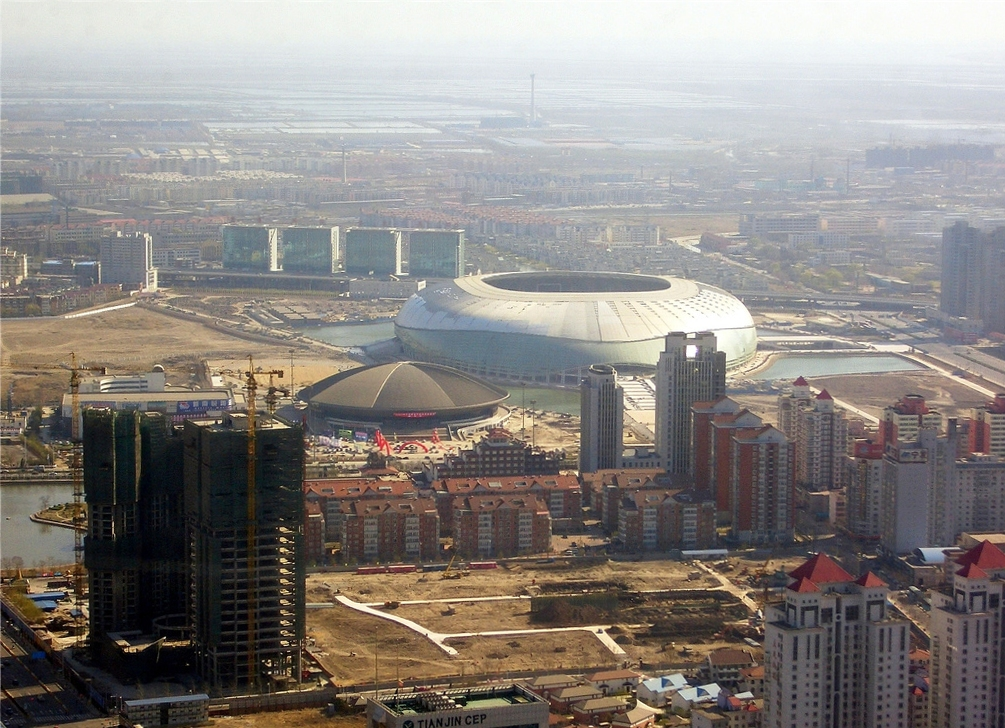
Vue depuis la Tianjin TV Tower, le 3 avril 2007